# Molho Tabasco
O Tabasco ou molho de tabasco é um molho de pimenta fabricado nos Estados Unidos, conhecido e vendido em todo o mundo. De sabor picante, prepara-se com pimentos vermelhos Capsicum frutescens da variedade tabasco, vinagre e sal, macerados em barris de carvalho. O molho é produzido na ilha de Avery, que fica localizada na Paróquia de Iberia, no estado estadunidense da Luisiana.
É vendido em mais de 160 países e territórios, sendo embalado em 22 línguas e dialetos. São produzidas cerca de 720.000 pequenas garrafas de 57 ml por dia, na fábrica de tabasco na ilha de Avery, na Luisiana. Existem garrafas de diversos tamanhos, desde as mais comuns de 57 ml e 148 ml, até às de 3,7 litros (que correspondem a um galão norte-americano), usadas na restauração, e às miniaturas de 3,7 ml.

## Variedades
Além do molho tabasco clássico, existem outras variedades:
- o molho picante jalapenho, menos picante, feito à base de malaguetas jalapenho (Capsicum annuum);
- o molho picante habanero, mais picante, feito à base de malaguetas habanero (Capsicum chinense).

## História

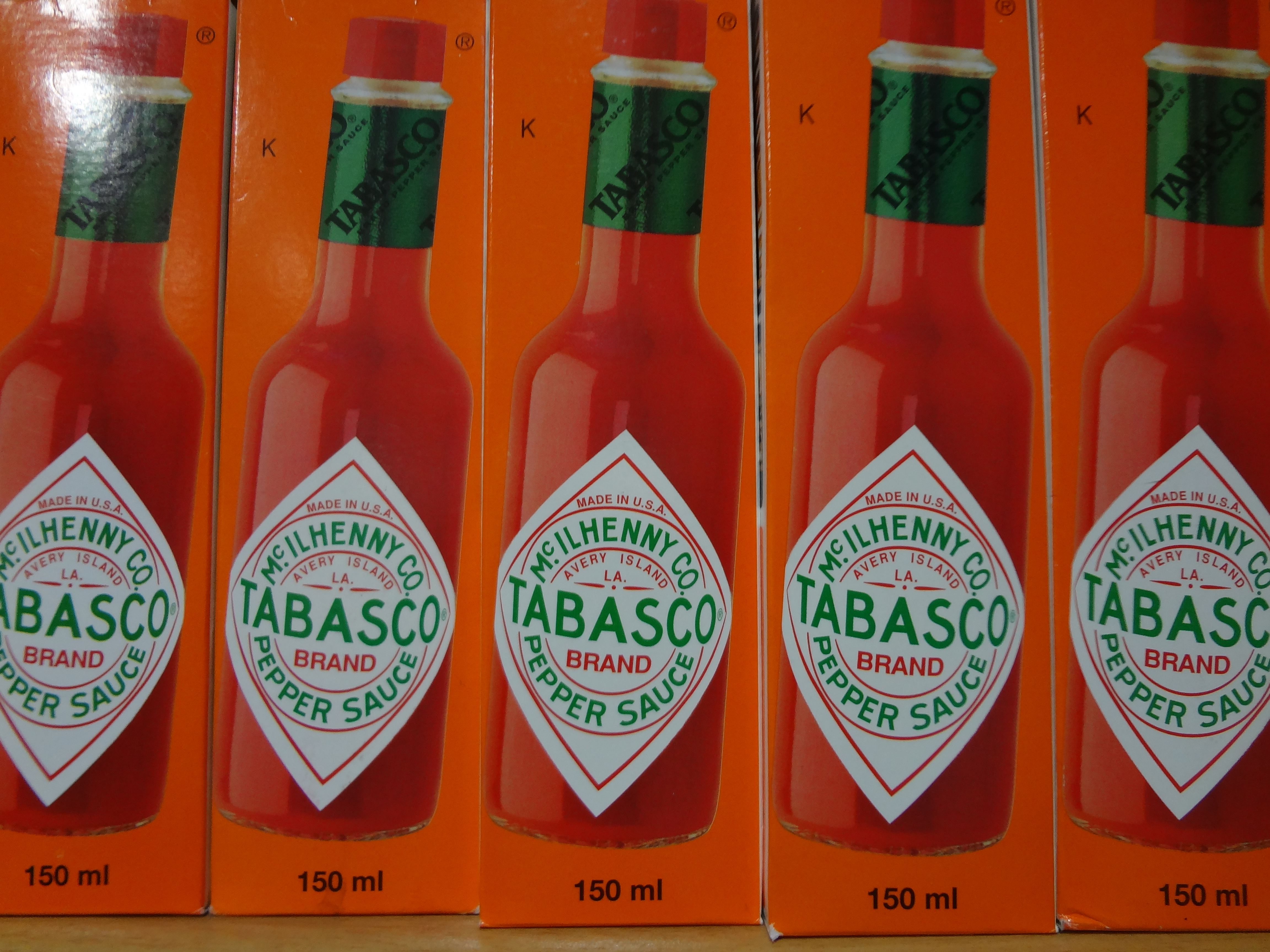

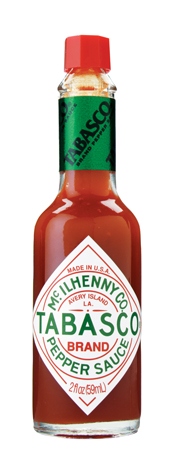
Molho Tabasco

O molho tabasco foi inventado em 1868 por Edmund McIlhenny, um antigo banqueiro nascido no estado de Maryland, nos Estados Unidos, que se mudou para o estado da Luisiana por volta de 1840. Após a sua morte em 1890, foi sucedido pelo seu filho mais velho, John Avery McIlhenny, que expandiu e modernizou o negócio. Alguns anos mais tarde, este demitiu-se para se juntar a um regimento voluntário de cavalaria de Theodore Roosevelt.
Em consequência desta demissão, o seu irmão Edward Avery McIlhenny, um naturalista autodidata vindo de uma viagem pelo Árctico, viria a assumir o controle da companhia, dirigindo-a desde 1898 até à sua morte em 1949. Tal como o seu irmão, empenhou-se na expansão e na modernização, assim como o viria a fazer o seu familiar e herói de guerra Walter S. McIlhenny, que viria a dirigir a companhia até à sua morte em 1985.

Atualmente, a companhia McIlhenny é ainda uma empresa privada, liderada por um membro da família McIlhenny há cinco gerações.

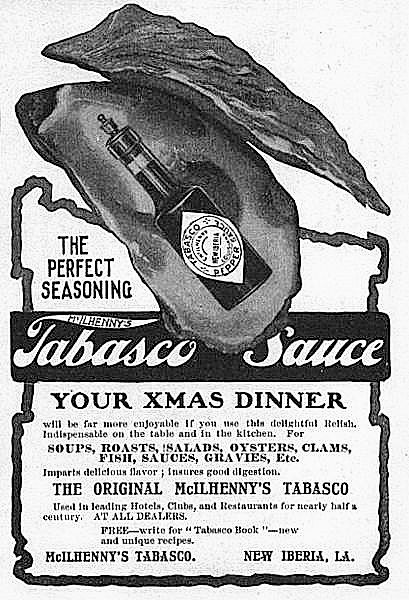
Propaganda do molho Tabasco de 1905.